# Arachnothryx hispidula
Arachnothryx hispidula är en måreväxtart som beskrevs av August Heinrich Rudolf Grisebach. Arachnothryx hispidula ingår i släktet Arachnothryx och familjen måreväxter. Inga underarter finns listade i Catalogue of Life.